# Ein Herbstmanöver
Manovre d'autunno (in tedesco Ein Herbstmanöver) è un'operetta in tre atti di Emmerich Kálmán.  È stata la sua prima operetta e divenne un successo sia in Europa che in America.
La prima versione, in ungherese, Tatárjárás, con libretto di Karl von Bakonyi e A. Gabor, ebbe la prima al Vígszínház di Budapest il 22 febbraio 1908.  La versione tedesca, Ein Herbstmanöver, con libretto di Karl von Bakonyi e Robert Bodanzky, fu invece rappresentata la prima volta con successo nel Theater an der Wien il 22 gennaio 1909 con Max Pallenberg. Divenne così popolare che spinse Kalman a trasferirsi a Vienna.

Il 24 luglio 1909 avviene la prima rappresentazione nel Teatro Politeama Tivoli di Genova di "Manovre d'autunno" nella versione italiana che il 29 novembre 1910 va in scena nel Teatro Reinach di Parma ed il 25 gennaio 1911 ha la prima al Teatro Costanzi di Roma.
La prima in versione inglese si tenne a New York, col nome di The Gay Hussars, adattata da Maurice Browne Kirby con parole di Grant Stewart, al Knickerbocker Theatre per il Broadway theatre il 29 luglio 1909 (44 recite). 
Un altro adattamento inglese fu rappresentato a Londra come Autumn Manoeuvres nel 1912 al Teatro Adelphi (Londra).
Il 21 marzo 1914 come Manœuvres d'automne ha la prima a Lione.

## Discografia
- Autumn Maneuvers - Steven Byess, 2003 Albany